# Antanas Lingis
Antanas Lingis   (Kaunas, 26 de desembre de 1905 - 6 de juny de 1941) fou un futbolista lituà de la dècada de 1930.
Fou 33 cops internacional amb la selecció lituana.
Pel que fa a clubs, defensà els colors de LFLS Kaunas.